# Tolo' Oi
Tolo' Oi is een bestuurslaag in het regentschap Sumbawa van de provincie West-Nusa Tenggara, Indonesië. Tolo' Oi telt 932 inwoners (volkstelling 2010).